# Los Angeles Film Critics Association
La Los Angeles Film Critics Association (LAFCA) è un'associazione di critici cinematografici fondata nel 1975.
A dicembre di ogni anno, l'associazione vota per i  Los Angeles Film Critics Association Awards, per onorare i membri dell'industria cinematografica che hanno eccelso per il loro lavoro nel corso dell'anno. I premi sono consegnati ogni anno nel mese di gennaio.

## Storia
L'associazione è stata tra le prime a promuovere la categoria miglior film d'animazione, introdotta nel 1989; il primo film a ricevere questo premio è stato La sirenetta (The Little Mermaid).

## LAFCA Awards

### Categorie
- Miglior film (dal 1975)
- Miglior attore (dal 1975)
- Miglior attrice (dal 1975)
- Miglior regista (dal 1975)
- Miglior sceneggiatura (dal 1975)
- Miglior attore non protagonista (dal 1977)
- Miglior attrice non protagonista (dal 1977)
- Miglior fotografia (dal 1975)
- Miglior montaggio (dal 2012)
- Miglior scenografia (dal 1993)
- Miglior film d'animazione (dal 1989)
- Miglior documentario (dal 1988)
- Miglior film in lingua straniera (dal 1975)
- Miglior colonna sonora (dal 1976)

### Categorie speciali
- Career Achievement Award - per onorare i veterani dell'industria cinematografica[3]
- New Generation Award - per premiare i nuovi talenti[3]